# Arne Ebdrup
Arne Ebdrup (født 18. april 1929 i Ravnkilde Sogn, Himmerland; død 10. januar 2013 i Store Heddinge) var en dansk politiker fra Det Konservative Folkeparti, der var borgmester i Stevns Kommune fra 1978 til 1989.
Ebdrup var født og opvokset i Lille Rørbæk i Ravnkilde Sogn i Himmerland som søn af Kristen Karl Anton Ebdrup og Krestine Ane Marie f. Sørensen. Han havde fra 1943 til 1947 plads ved landbruget og gik fra 1944 til 1945 på Solhverv Kostskole i Vebbestrup. I 1947 blev han indskrevet på Ranum Statsseminarium, men skiftede til Vordingborg Statsseminarium, hvor han i 1952 blev uddannet lærer. 1952-1954 aftjente han værnepligt ved livgarden, og i 1954 blev han ansat som lærer ved Store Heddinge Skole. I 1958 blev han medlem af byrådet i Store Heddinge Købstad, hvor han bl.a. var viceborgmester samt formand for skoleudvalget og miljø- og planlægningsudvalget. Efter kommunalvalget i 1978 blev Ebdrup konstitueret som borgmester og afløste dermed Venstres Knud Ravnshøj, der kun havde siddet et enkelt år i borgmesterstolen, eftersom han i 1977 afløste Stevns Storkommunes første borgmester, Frede Christoffersen (Venstre). Ebdrup sad herefter knapt 12 år i borgmesterstolen frem til valget i 1989, hvorefter han afløstes af socialdemokraten Gina Øbakke.